# Sucha Czuba
Die Sucha Czuba ist ein Berg in der polnischen Westtatra mit 1696 Metern Höhe im Massiv des Kasprowy Wierch.

## Lage und Umgebung
Die Staatsgrenze verläuft über den Hauptgrat der Tatra. Die Sucha Czuba befindet sich nördlich des Hautkamms. Nördlich des Gipfels liegt das Tal Dolina Goryczkowa pod Zakosy und das Tal Dolina Sucha Kasprowa.

## Tourismus
Die Sucha Czuba ist bei Wanderern beliebt. 

## Belege
- Zofia Radwańska-Paryska, Witold Henryk Paryski, Wielka encyklopedia tatrzańska, Poronin, Wyd. Górskie, 2004, ISBN 83-7104-009-1.
- Tatry Wysokie słowackie i polskie. Mapa turystyczna 1:25.000, Warszawa, 2005/06, Polkart, ISBN 83-87873-26-8.